# Война за кравата
Войната за кравата (на френски: Guerre de la Vache) е поредица от сблъсъци в областта Кондроз (в днешна Белгия) между 1275 и 1278 година, довела до опожаряването на около 60 села и до смъртта на приблизително 15 хиляди души.
Тя започва с конфликт между маркграфа на Намюр и епископа на Лиеж във връзка с една крава, открадната от Сине на лиежка територия и открита в Анден в границите на Намюр. Впоследствие във военните действия се намесват херцозите на Брабант, графовете на Люксембург, васали на основните участници и дори кралят на Франция.

## История
През 1275 година Ги дьо Дампиер, маркграф на Намюр и граф на Фландрия, организира рицарски турнир по време на панаира в Анден. Някой си Ангоран, селянин от намюрското село Жале (днес част от община Ое), довежда на панаира спорната крава, която е открадната от някой си Риго от лиежкото градче Сине. Риго разпознава животното и съобщава за това на Жан дьо Алоа, байи на Кондроз който също присъства на панаира.
Тъй като Анден не е под негова юрисдикция, Дьо Алоа предлага на Ангоран да върне кравата, откъдето я е взел, и с това въпросът да приключи. Той го заплашва, че в противен случай ще го арестува при навлизането му в Кондроз, откъдето Ангоран трябва да премине, за да се прибере вкъщи. Ангоран се съгласява, но при преминаването на територията на Кондроз хората на Дьо Алоа, които са изпратени да го придружават и които вече са в своя юрисдикция, го хващат и го обесват на крайпътно дърво.
Случаят предизвиква силното недоволство на Жан дьо Гоен, сеньор на Гоен (днес част от Ое) в чиито граници се намира селото на Ангоран. Самият той има амбицията да заеме мястото на Дьо Алоа като байи на Кондроз. Дьо Гоен организира нападение, в което се включват и сеньорите на Сел (днес част от Уйе) и Спонтен (днес част от Ивоар), и разрушава замъка Алоа (днес част от Сине). Малко по-късно Жан дьо Алоа отвръща на нападението, като опожарява земите на Дьо Гоен.
Жан дьо Гоен се обръща за помощ към своя сюзерен, маркграфа на Намюр Ги дьо Дампиер, който ангажира с конфликта и своя тъст Хенрих V, граф на Люксембург. Намюрските и люксембургските войски обсаждат Сине и след превземането му изгарят защитниците живи в църквата на градчето. Междувременно епископът на Лиеж Жан д'Ангиан изпраща военни части от Динан, които нападат Спонтен.
Сблъсъците продължават няколко години, докато през 1278 година френският крал Филип III изпраща в областта свои войски, които възстановяват довоенното положение.